# Adrien Parvilliers
Adrien Parvilliers, né à Amiens en 1619 et mort à Hesdin le 11 septembre 1678, est un jésuite français.

## Biographie
Missionnaire au Levant pendant une dizaine d'années, Parvilliers enseigne la littérature arabe à Damas, où il est très apprécié, tant par l'élite intellectuelle que par le petit peuple, pour sa maîtrise de l'arabe, sa capacité à lire des livres que les a'immah des mosquées ne comprennent que partiellement et sa connaissance des mathématiques. 

## Écrits
- La Dévotion des prédestinés, ou les stations de Jérusalem pour servir d'entretien sur la passion de notre seigneur Jésus-Christ, crucifié[2], Toulouse, Hénault Augustin, 1810. Décoré de gravures de J. Raynaud
- Les Stations de Jérusalem, pour servir de plan aux méditations de la Passion de N.-Seigneur Jésus-Christ crucifié[3], 4e éd., Blois, A. Moette, 1674, In-16, 76 p.

### Source
- Joseph de Avenel, Histoire de la vie et des ouvrages de Daniel Huet évêque d'Avranches, Auguste Lebel, Mortain, 1853, p. 109